# Koblenz-Pfaffendorf
Koblenz-Pfaffendorf ist ein Stadtteil von Koblenz. Er liegt auf der rechten Rheinseite zwischen den Stadtteilen Ehrenbreitstein und Horchheim an einem schmalen Uferstreifen. Auf den Höhen der Gemarkung des 1937 eingemeindeten Stadtteils wurden in den 1960er Jahren die Pfaffendorfer Höhe und 1982 der Asterstein eigenständige Stadtteile. Von hier führt die Pfaffendorfer Brücke über den Rhein in die Innenstadt von Koblenz.

## Geschichte
Bereits in der Bronzezeit siedelten hier Menschen. Funde aus der Hallstattkultur über die Kelten bis hin zu den Römern belegen eine Nutzung dieses Gebietes. Bei Ausgrabungen wurde eine römische Villa entdeckt. Durch Pfaffendorf verlief auch die rechtsrheinische Heerstraße der Römer.
Kaiser Heinrich II. schenkte 1018 dem Trierer Erzbischof Poppo von Babenberg den fränkischen Königshof in Koblenz mitsamt den Weinbergen in Pfaffendorf. Der Name Pfaffendorf wurde erstmals urkundlich in einer Schenkung 1047 erwähnt, in der Erzbischofs Poppo dem Koblenzer Stift St. Kastor den Zehnten überließ. Die Pfaffen dieses Stiftes hatten hier ihre Weinberge. Der Anbau von Wein in Terrassenform in den Berghängen wurde erstmals im 10. Jahrhundert eingeführt. Wegen dieser Terrassenbauweise gaben vorbeifahrende Schiffer Pfaffendorf den Namen Rheinisches Nizza. Der letzte Wein wurde hier 1950 geerntet. Die Vogtei gehörte bis zur Mitte des 13. Jahrhunderts den Grafen von Arnstein, dann wurde sie von dem Trierer Erzbischof Arnold II. von Isenburg erworben.
Nach der französischen Besetzung von Koblenz 1794 gehörte Pfaffendorf noch bis 1803 zu Kurtrier. Danach kam es durch den Reichsdeputationshauptschluss erst an das Herzogtum Nassau und schließlich 1815 aufgrund der auf dem Wiener Kongress getroffenen Vereinbarungen an Preußen. Der Ort gehörte zunächst zum kurtrierischen und später ab 1815 zum preußischen Amt Ehrenbreitstein im Landkreis Koblenz. Mit Bau des südlichen Abschnitts der rechten Rheinstrecke wurde 1862–1864 die Pfaffendorfer Brücke über den Rhein errichtet. Um die Zufahrt in die Befestigungen der preußischen Festung Koblenz zu integrieren, wurde 1864–1867 die Horchheimer Torbefestigung errichtet. Zum System Pfaffendorfer Höhe der Festung Koblenz gehörend, lagen das Fort Asterstein, das Werk Glockenberg, das Fort Rheinhell und die Bienhornschanze in der Gemarkung. Die Eingemeindung nach Koblenz erfolgte am 1. Juli 1937. Mit der Remilitarisierung des Rheinlands 1936 wurde auf den Höhen die Augusta-Kaserne und die Gneisenau-Kaserne für die Wehrmacht errichtet.
Nach dem Zweiten Weltkrieg entstanden auf den Höhen neue Wohngebiete. Die Gemarkung Pfaffendorf wurde daraufhin in neue Stadtteile aufgeteilt. Nördlich des Bienhorntals entstanden 1982 der Stadtteil Asterstein und südlich davon in den 1960er Jahren die Pfaffendorfer Höhe.
Aufgrund des extrem niedrigen Rheinpegels wurden im November 2011 eine Reihe von Kampfmitteln aus dem Zweiten Weltkrieg am Pfaffendorfer Rheinufer gefunden. Zuerst fand man am 19. November 2011 ein Tarnnebelfass, das am nächsten Tag vom Kampfmittelräumdienst gesprengt wurde. Am selben Tag entdeckte ein Spaziergänger eine britische 1,8 Tonnen schwere Luftmine, am 24. November 2011 folgte der Fund einer amerikanischen 125 kg schweren Fliegerbombe und eines weiteren Tarnnebelfasses. Für die Entschärfung am 4. Dezember 2011 musste die größte Evakuierung in der Geschichte der Stadt nach dem Zweiten Weltkrieg durchgeführt werden. Davon waren 45.000 Einwohner der Stadt, ein Gefängnis, zwei Krankenhäuser und sieben Altenheime in einem Radius von 1,8 Kilometern um den Fundort der Luftmine betroffen.

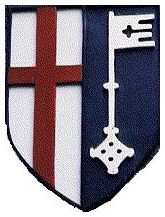
Früheres Wappen von Pfaffendorf

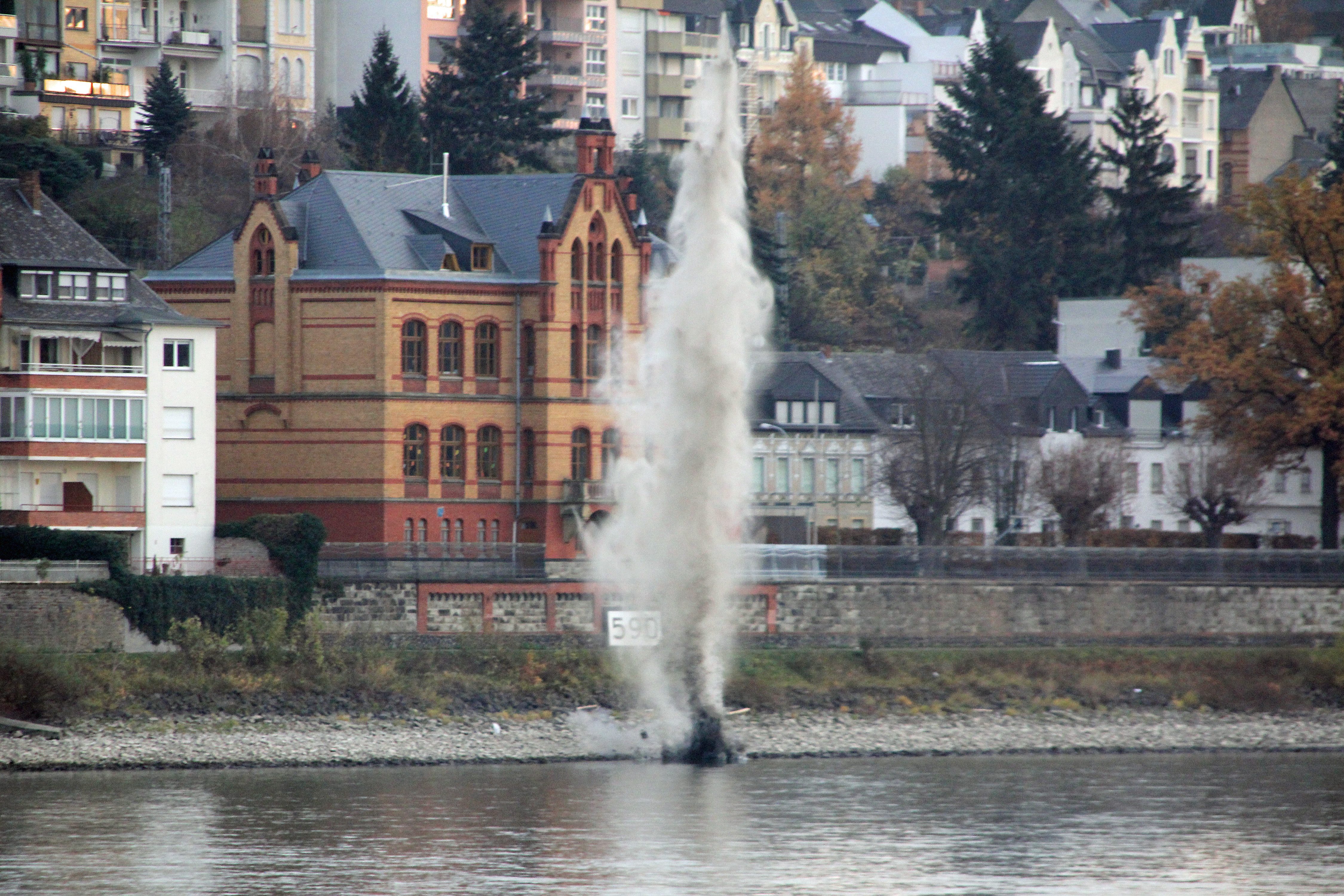
Sprengung eines Tarnnebelfasses am Pfaffendorfer Rheinufer am 20. November 2011
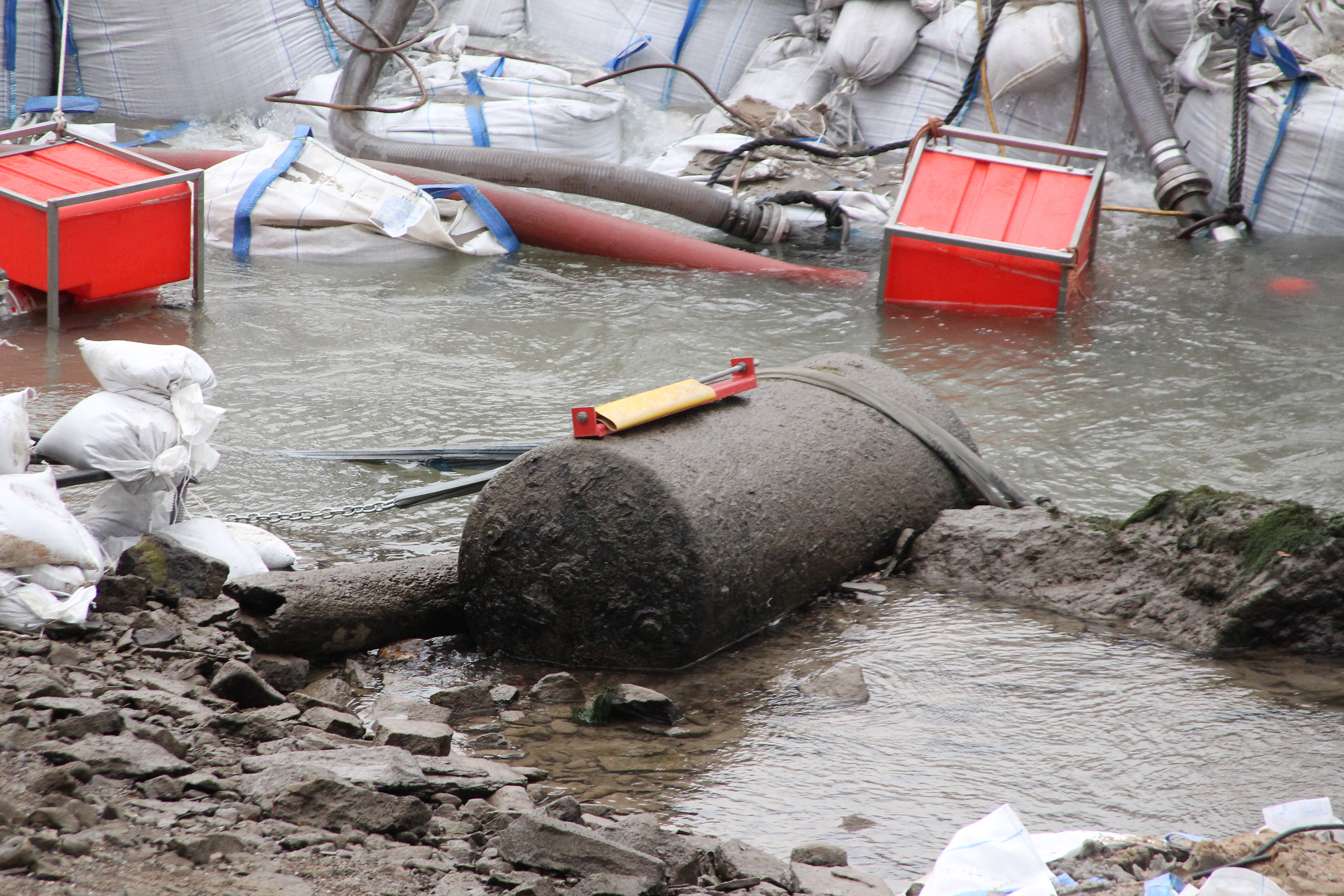
Hauptgrund für die großräumige Evakuierung in Koblenz 2011: Eine britische 1,8 Tonnen-Luftmine, gefunden am Pfaffendorfer Rheinufer

## Sehenswürdigkeiten
- Evangelische Kirche Koblenz-Pfaffendorf
- Katholische Pfarrkirche St. Peter und Paul
- Kloster Bethlehem
- Wendelinuskapelle
- Haus Cuno
- Wahrschaustation, in Betrieb 1907–1947

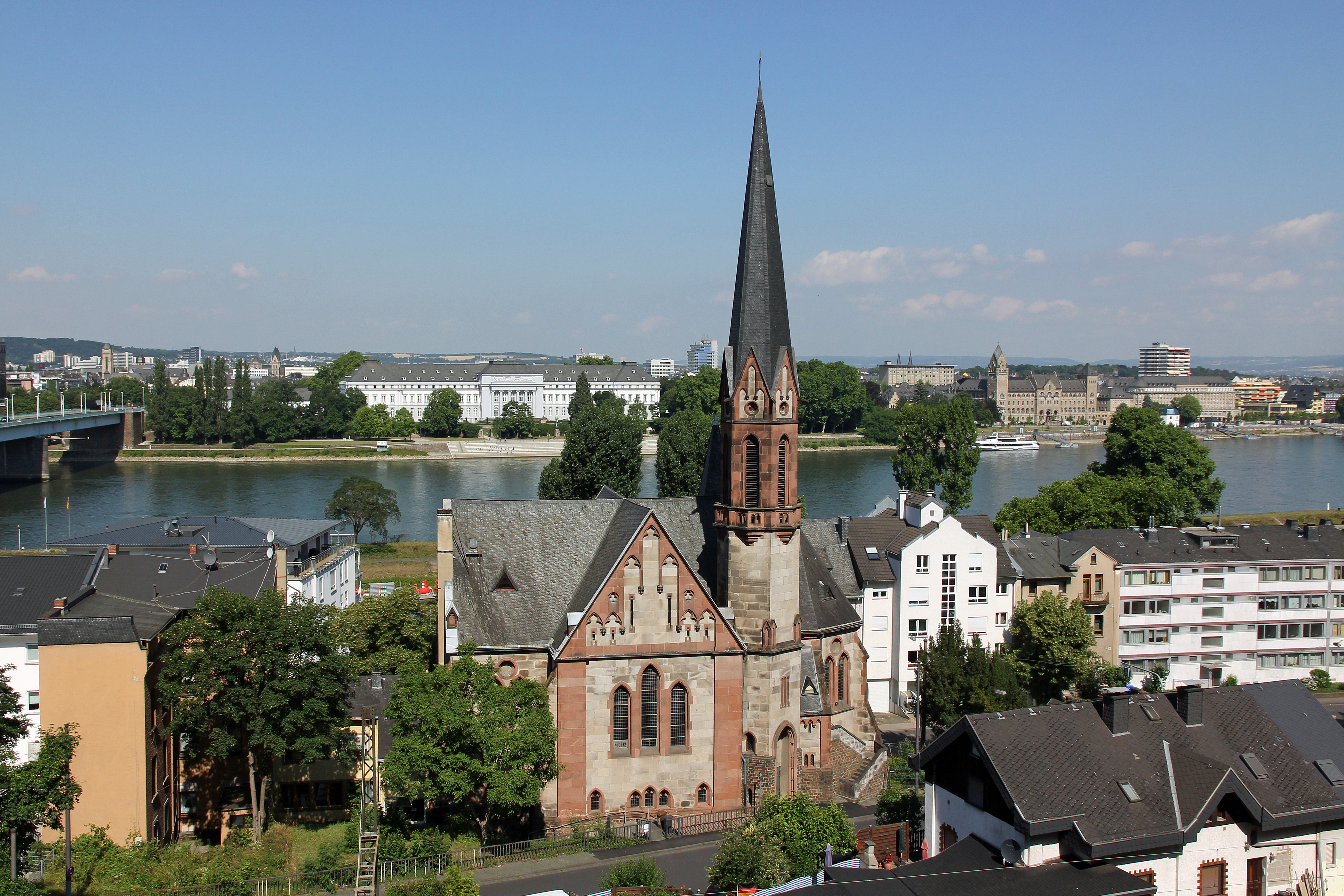
Evangelische Kirche Koblenz-Pfaffendorf
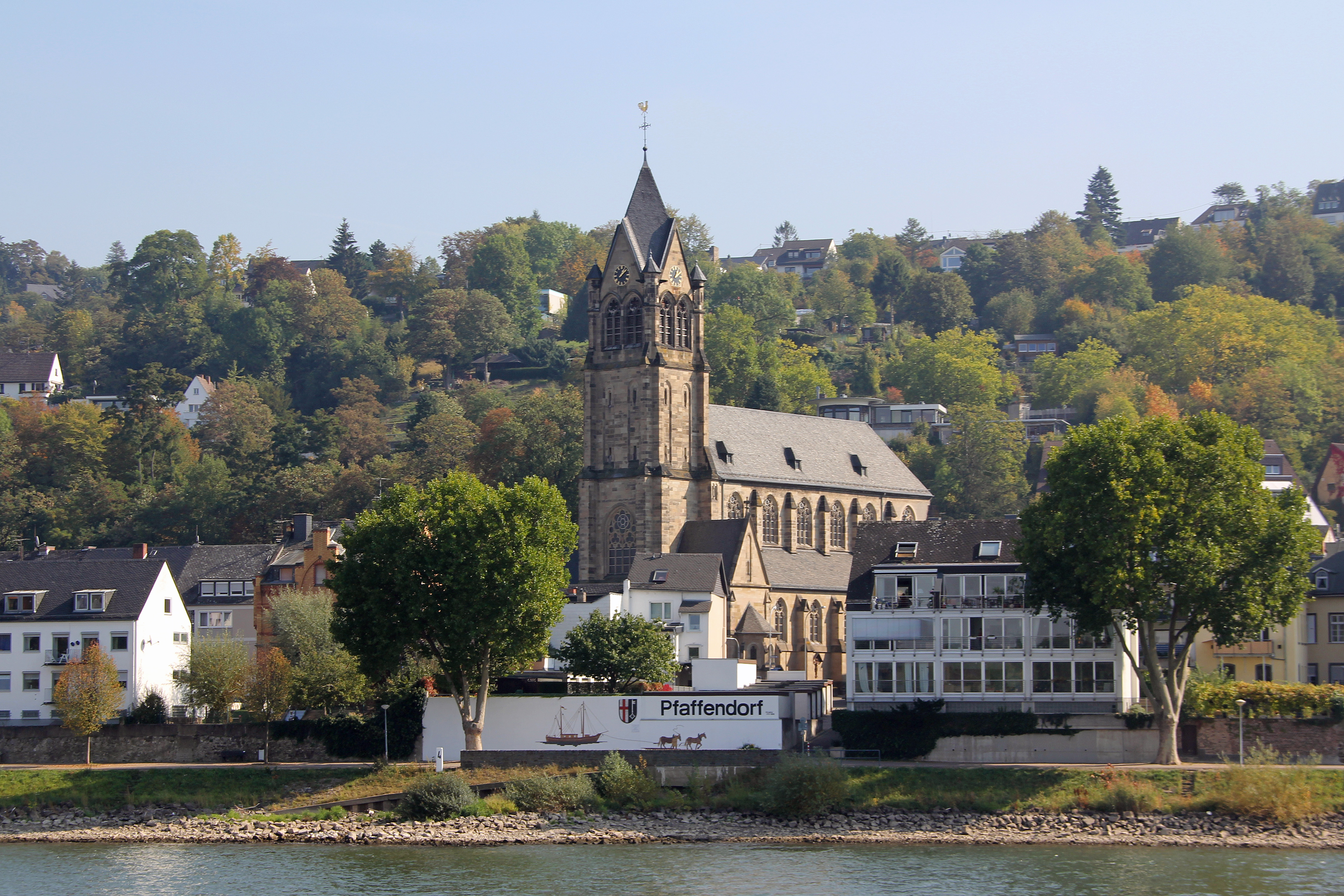
Kath. Pfarrkirche St. Peter und Paul
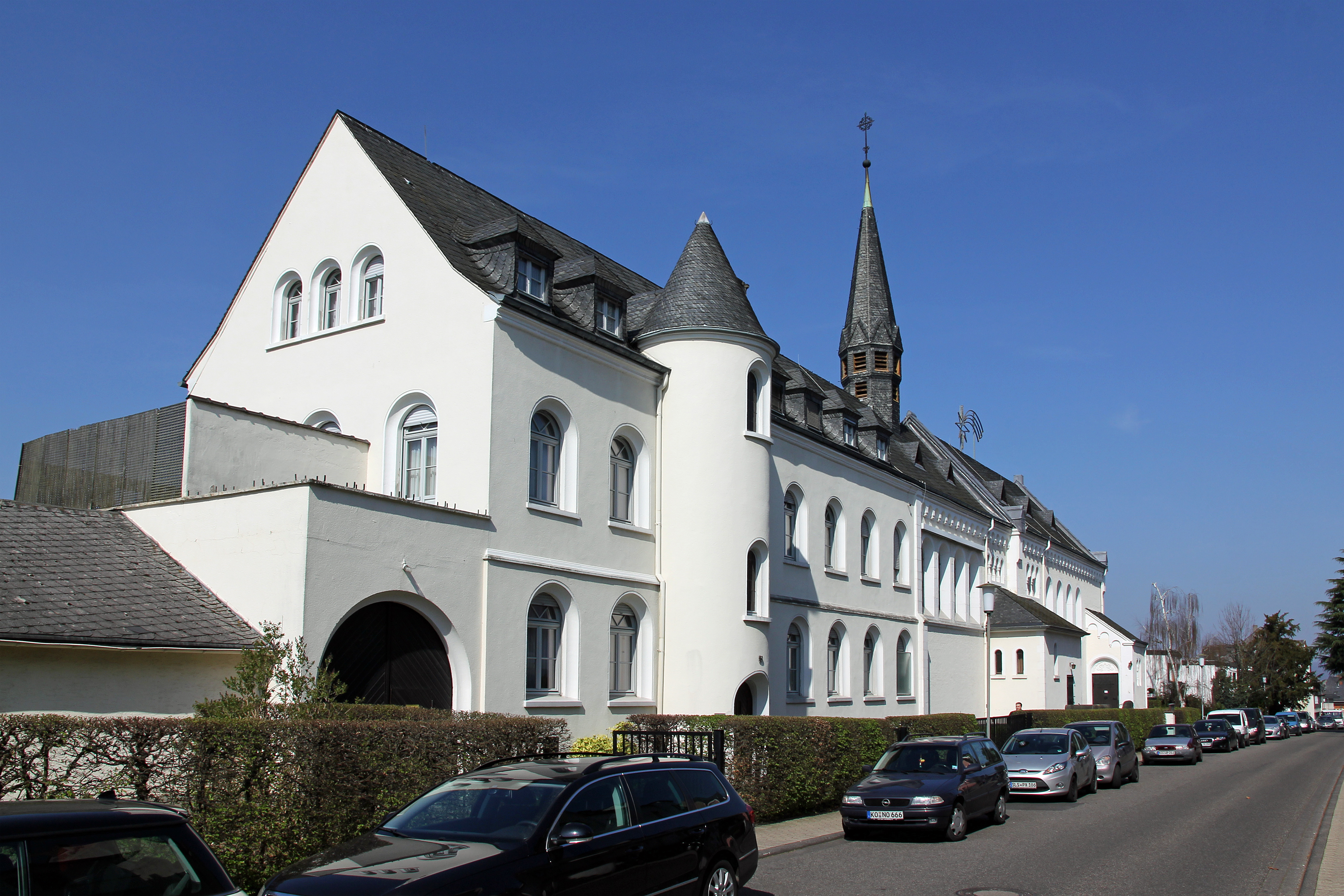
Kloster Bethlehem
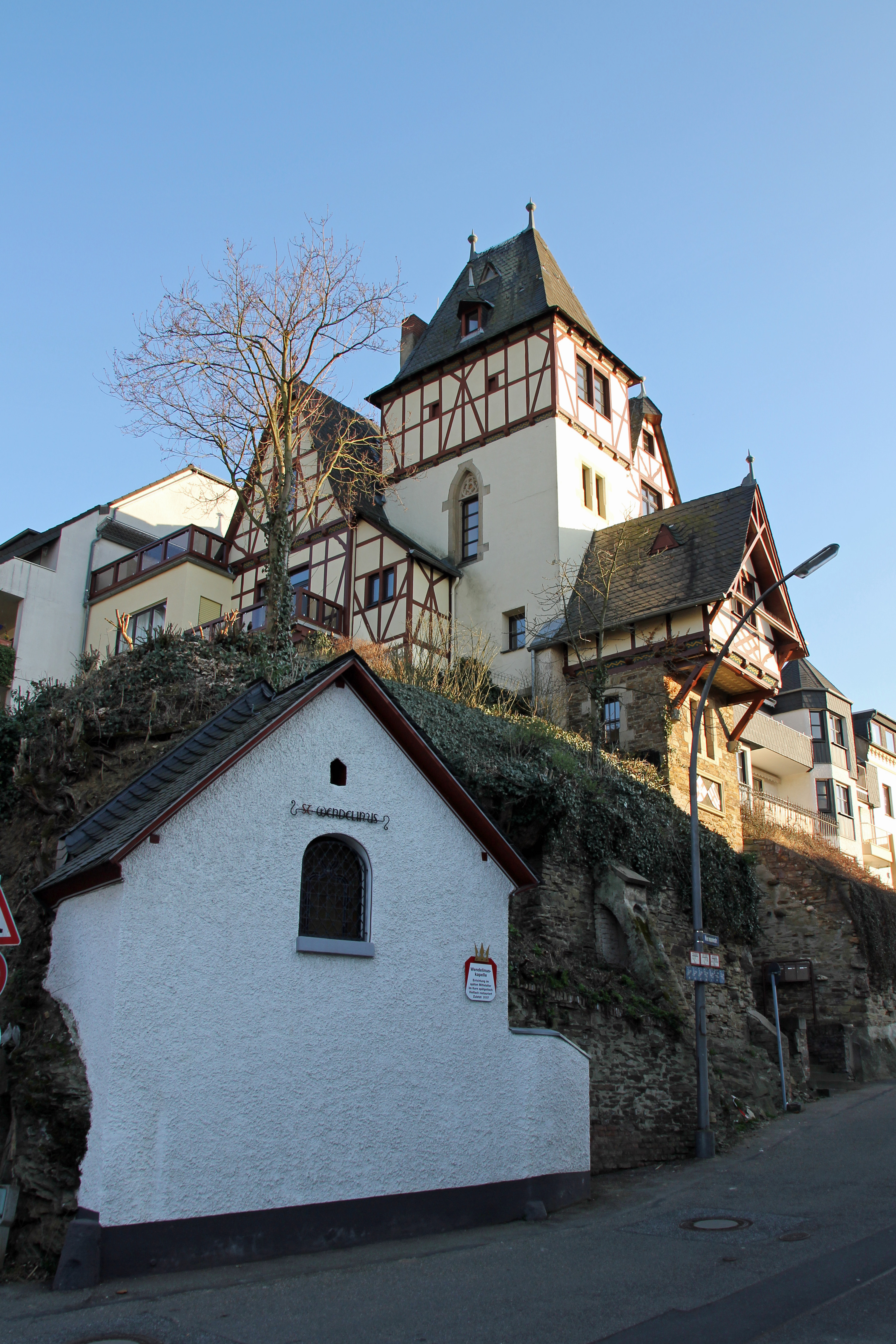
Haus Cuno (oben) und Wendelinuskapelle (unten)
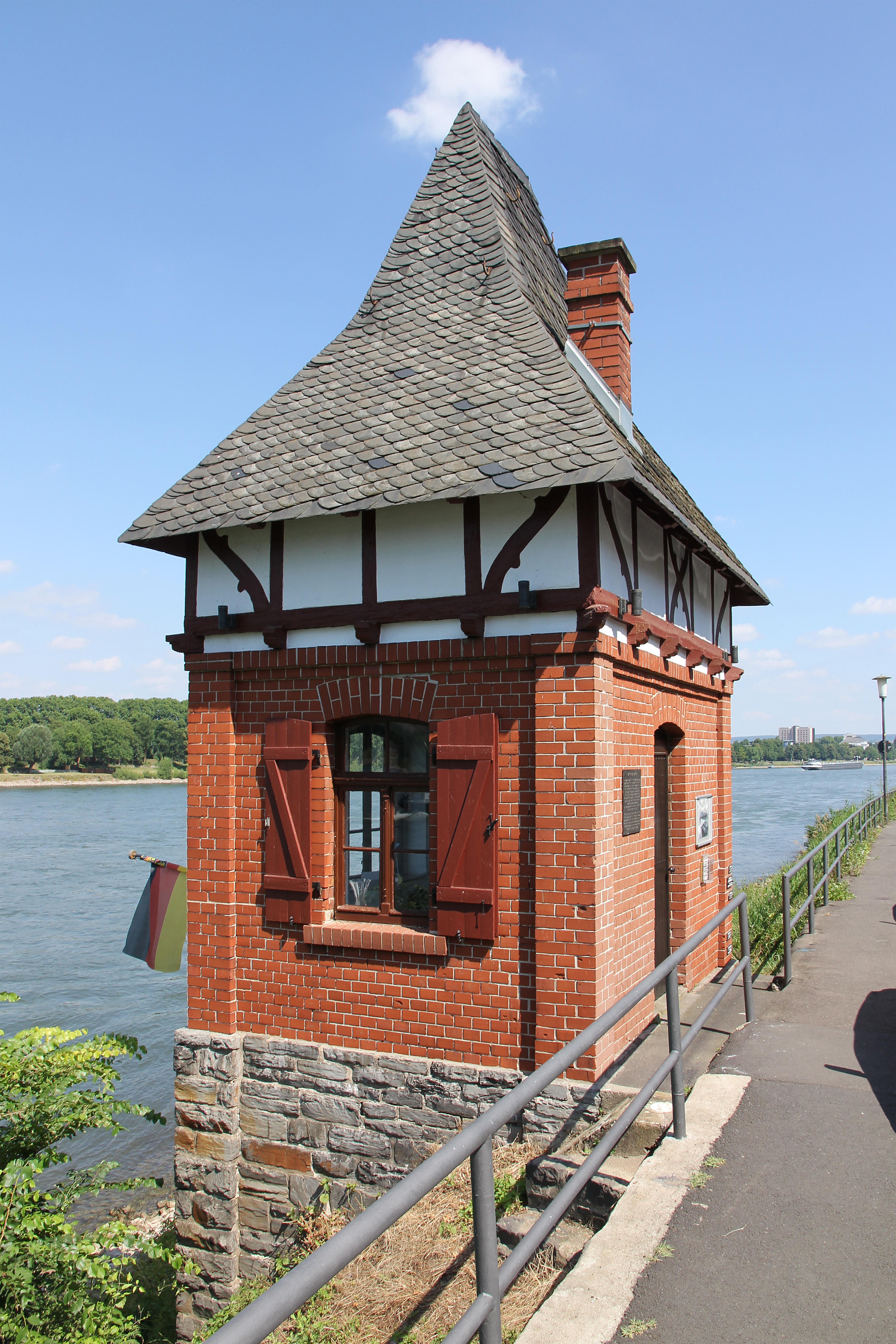
Wahrschaustation

## Verkehr
Pfaffendorf wird von der Bahntrasse der rechten Rheinstrecke durchschnitten. Östlich wird der Stadtteil von der B 42 begrenzt, die in den 1930er Jahren als Umgehungsstraße gebaut wurde. Am nördlichen Ende liegen der Ehrenbreitsteiner Hafen und der rechtsrheinische Brückenkopf der Pfaffendorfer Brücke in der Gemarkung von Pfaffendorf. Um die Brücke kreuzungsfrei an die B 42 anzuschließen, wurde 2003 der Glockenbergtunnel eröffnet. Seit Januar 2023 wird die Pfaffendorfer Brücke neu gebaut. Hierzu wird die aktuelle Brücke bis zur Fertigstellung der neuen Brücke weiter in Betrieb bleiben. Dies geschieht jedoch nicht ohne Verkehrseinschränkungen. Daher musste die Abfahrt der Pfaffendorfer Brücke nach Koblenz-Pfaffendorf dauerhaft gesperrt werden.
Von 1907 bis 1947 regelte die Wahrschaustation (Seemannssprache: wahrschauen = warnen, instruieren) in Pfaffendorf den Schiffsverkehr auf dem Rhein. Wenn die Schiffbrücke in Koblenz offen war, gab sie den Schiffen mit einer Fahne die Durchfahrt frei.

## Persönlichkeiten
Folgende Persönlichkeiten wurden in Pfaffendorf geboren:
- 1879: Max von Laue, deutscher Physiker und Nobelpreisträger, nach ihm wurde das Koblenzer Max-von-Laue-Gymnasium benannt
- 1885: Egon van Erckelens, Landrat
- 1887: Augustina Schumacher, katholische Ordensgründerin in Sachsen
- 1888: Hans Heinrich von Holstein, Landrat in Rathenow
- 1921: Heinz Korbach, Politiker, Landrat des Landkreises Ahrweiler, Regierungspräsident des Regierungsbezirks Koblenz